# Боярский (посёлок)
Боя́рский (Боярск) — посёлок при станции в Кабанском районе Бурятии. Входит в городское поселение «Бабушкинское». 
В посёлке расположена станция Восточно-Сибирской железной дороги Боярский на Транссибирской магистрали.

## География
Находится на берегу Байкала у ручья Боярского, в 51 км к юго-западу от районного центра, села Кабанска, и в 21 км к северо-востоку от города Бабушкин. Через посёлок проходит Транссибирская магистраль; по юго-восточной окраине посёлка пролегает федеральная автомагистраль Р258 «Байкал» (М-55).

## Наука
В посёлке расположен научный стационар «Боярский» Института физического материаловедения Сибирского отделения Российской академии наук (БНЦ СО РАН, основан в 1959 году), занимающийся исследованиями озера Байкал (метеорология, радиация атмосферы и др.).

## Экономика
Железнодорожная станция, туризм (гостевые дома), личные подворья.

## Население
| 2002 | 2010 |
| ---- | ---- |
| 197  | ↘149 |